# Cristina Alberini
Cristina María Alberini es una neurocientífica italiana que estudia los mecanismos biológicos de la memoria a largo plazo . Se desempeña como profesora de neurociencias en el Centro de Ciencias Neurales de la Universidad de Nueva York. Además es profesora adjunta en los Departamentos de neurociencia, psiquiatría y biología estructural y química de la Escuela de Medicina Icahn en Mount Sinai en Nueva York. 
Su principal línea de investigación se centra en el entendimiento de mecanismos celulares y moleculares involucrados en la estabilización, almacenamiento y consolidación de la memoria a largo plazo. Otra parte de su investigación se encarga de estudiar la recuperación y reconsolidación de la memoria. 
En 2017 fue elegida miembro de Dana Alliance for Brain Initiatives y en 2019 recibió el Premio Rosa Camuna de la Región de Lombardía. En 2022 fue nombrada Miembro de la Academia Estadounidense de las Artes y las Ciencias.   

## Biografía
Estudió biología en la Universidad de Pavía, en Italia, graduándose con honores. Durante la universidad, su investigación se centró en el estudio de anticuerpos in vitro. Posteriormente obtuvo un doctorado en ciencias inmunológicas de la Universidad de Génova, donde estudió los receptores de antígenos de células T. 
En 1985 obtuvo una beca de para realizar una estancia posdoctoral en el Instituto del Cáncer Dana-Farber de la Facultad de Medicina de Harvard. Posteriormente, realizó una segunda estancia de 1991 a 1994 con una beca postdoctoral en la Universidad de Columbia. Durante esta estancia se formó como neurobióloga trabajando en el laboratorio de Eric Kandel. Su investigación se enfocó en el estudio de la regulación de la expresión génica durante la plasticidad sináptica a largo plazo. 
En 1997, ingresó a la Universidad de Brown para desempeñarse como profesora asistente de neurociencias. Años después, en 2001, se trasladó a la Escuela de Medicina Icahn en Mount Sinai donde fungió como profesora asistente hasta 2010, año en el que fue ascendida a Profesora Titular. En 2011 se incorporó al Centro de Ciencias Neurales de la Universidad de Nueva York como profesora titular de neurociencia. 
Se formó como psicoanalista por la Asociación Nacional para el Avance del Psicoanálisis (NPAP) en 2002 en la ciudad de Nueva York y obtuvo la licencia para ejercer en el mismo estado en 2012. Desde entonces, se involucró activamente en la fusión de la neurociencia y el psicoanálisis para promover un enfoque integral y multidisciplinario con el fin de estudiar el cerebro y la mente, así como para facilitar el desarrollo de enfoques psicoterapéuticos basados en la ciencia.  
Fundó la empresa biotecnológica Ritrova Therapeutics Inc. en 2020 con el objetivo de explorar nuevos tratamientos para enfermedades neurodegenerativas y trastornos del neurodesarrollo. La investigación realizada en esta empresa se enfoca en mecanismos novedosos de regulación del metabolismo de proteínas en el cerebro.  

## Líneas de investigación
Su principal línea de investigación se centra en los mecanismos moleculares y celulares involucrados en los procesos de memoria y aprendizaje. Su laboratorio estudia la estabilización, almacenamiento y fortalecimiento de la memoria a largo plazo. También estudian mecanismos involucrados en la recuperación y reconsolidación de la memoria. Su equipo de trabajo utiliza modelos animales de mamíferos (p.ej., ratones) e invertebrados (p.ej., Aplysia californica) para estudiar y comprender dichos procesos neurológicos. Los resultados de su investigación pueden conducir a enfoques terapéuticos para la pérdida de memoria, como las que ocurren durante el envejecimiento, la enfermedad de Alzheimer o el trastorno de estrés postraumático.
Sus primeros trabajos de investigación se relacionaban con el rol e impacto de la proteína del factor de crecimiento similar a la insulina 2 (IGF-II) en la memoria a largo plazo. Demostró que el cerebro produce más IGF-II cuando está creando recuerdos, y que al aumentar la cantidad de IGF-II es posible mejorar la función y la permanencia de la memoria. De igual forma, descubrió que bloquear el aumento de IGF-II detiene la formación de la memoria a largo plazo. Sus estudios sobre los aspectos biológicos de la memoria a largo plazo y las formas de minimizar el miedo asociado con recuerdos particulares puede resultar en un nuevo enfoque para tratar a las personas con trastorno de estrés postraumático.
Como resultado de sus investigaciones se ha demostrado que las experiencias tempranas de la vida afectan la función biológica y el desarrollo del cerebro. Para ello su laboratorio ha investigado los aspectos biológicos que se relacionan con los recuerdos episódicos .

Al respecto, en una de sus publicaciones, ella y su equipo de trabajo concluyen:
El desarrollo de la memoria es importante para el pensamiento, el aprendizaje futuro, la planificación, la toma de decisiones, la resolución de problemas, la reflexión, la imaginación y la capacidad general para formar un sentido de sí mismo. Nuestra sugerencia es que la regulación del aprendizaje infantil, especialmente durante los períodos críticos de aprendizaje y memoria, representa una herramienta sumamente eficaz para prevenir numerosas psicopatologías.

## Premios y reconocimientos
Desde 2004 es miembro activa del Consejo de la Molecular and Cellular Cognition Society. En dicha sociedad se desempeñó como Tesorera de 2006 a 2009 y tomó cargo como Presidenta durante el periodo 2009 a 2012. Es vicepresidenta de la Sociedad Internacional de Neuropsicoanálisis y sirve como miembro del Consejo de la Sociedad Harvey. En 2022 fue nombrada Miembro de la Academia Estadounidense de las Artes y las Ciencias.   
A lo largo de su carrera su trabajo ha sido galardonada con varios premios y reconocimientos como:
- Obtuvo el NIH MERIT (Method to Extend Research in Time)
- Premio Hirschl-Weill
- Premio ATENEA otorgado en 2006.
- Premio Medalla Camillo Golgi. Otorgada en 2011.[21]
- Premio de Trastornos Cognitivos y de la Memoria de la otorgado por la Fundación McKnight para el período 2011 - 2013 por su investigación titulada The Role of Astrocytes in Memory and Cognitive Disorders. [22]
- Premio Relaciones Italiano-Americanas. Recibido en 2016.[23]
- En 2017 fue elegida miembro del Consejo de la Sociedad Harvey (The Harvey Society)
- En 2017 fue nombrada miembro de la Alianza Dana para Iniciativas del Cerebro (Dana Alliance for Brain Initiatives).
- 2018 Profesor Visitante, Jacob K. Javits. Más tarde ese año, obtuvo la cátedra Silver de la Universidad de Nueva York. [24]
- Premio Rosa Camuna de la Región de Lombardía. Otorgado en 2019.[25]
- En 2023, la Asociación de Neuropsicoanálisis le otorgó el Premio Sloan-Menninger-Shevrin como investigadora consolidada. [26]

## Producción científica
Es editora emérita de la revista científica Hippocampus . De acuerdo con Scopus, sus publicaciones más importantes son:
- Astrocyte-neuron lactate transport is required for long-term memory formation. Suzuki, A., Stern, S.A., Bozdagi, O., ...Magistretti, P.J., Alberini, C.M. Cell, 2011, 144(5), pp. 810–823.

- Transcription factors in long-term memory and synaptic plasticity. Alberini, C.M. Physiological Reviews, 2009, 89(1), pp. 121–145.
- C/EBP is an immediate-early gene required for the consolidation of long-term facilitation in Aplysia. Alberini, C.M., Ghirardl, M., Metz, R., Kandel, E.R. Cell, 1994, 76(6), pp. 1099–1114.
- Mechanisms of memory stabilization: Are consolidation and reconsolidation similar or distinct processes? Alberini, C.M. Trends in Neurosciences, 2005, 28(1), pp. 51–56.
- Temporally graded requirement for protein synthesis following memory reactivation. Milekic, M.H., Alberini, C.M. Neuron, 2002, 36(3), pp. 521–525